# Kara cielesna
     Kary cielesne zakazane w domu
i w szkole
     Kary cielesne zakazane tylko w szkole
     Kary cielesne niezakazane
     Kary cielesne zakazane tylko w szkole
     Kary cielesne niezakazane

Legalność kar cielesnych w Europie.
Kary cielesne zakazane w domu
i w szkole
Kary cielesne zakazane tylko w szkole
Kary cielesne niezakazane

Legalność kar cielesnych w Stanach Zjednoczonych.
Kary cielesne zakazane tylko w szkole
Kary cielesne niezakazane

Kara cielesna (kara fizyczna) – rodzaj kary mającej na celu zadanie bólu osobie karanej za pomocą użycia siły fizycznej wobec niej. W przypadku tej kary cierpienie fizyczne często łączy się z cierpieniem psychicznym. Kara fizyczna jest jedną z najstarszych kar w historii prawa.
Kary cielesne można podzielić na trzy główne rodzaje:
- karę cielesną w domu – stosowaną przez rodziców i innych opiekunów prawnych w celu zdyscyplinowania dzieci;
- karę cielesną w szkole – wymierzaną przez nauczycieli wobec uczniów również jako środek dyscyplinujący;
- sądową karę cielesną – wykonywaną na podstawie wyroku sądowego za wykroczenia i przestępstwa.

## Historia

### Starożytność i średniowiecze
Kary cielesne były stosowane już w starożytności. Wspomina o nich Biblia, m.in. w Księdze Przysłów:

Nie kocha syna, kto rózgi żałuje, kto kocha go – w porę go karci. 
Karcenia chłopcu nie żałuj, gdy rózgą uderzysz – nie umrze.
Ty go uderzysz rózgą, a od Szeolu zachowasz mu duszę.

Za niektóre przestępstwa przewidywał je kodeks Hammurabiego z XVIII wieku p. n. e. Jako przykład można wskazać np. § 197.: „Jeżeli kość obywatel złamał, kość złamią mu”. Były środkiem dyscyplinującym w wychowaniu i karą sądową m.in. w starożytnym Egipcie czy Rzymie.
Stosowano je jako podstawową karę wychowawczą w szczególności w Sparcie ze względu na bardzo surowe wychowanie państwowe (wychowanie spartańskie). Występowały też jako kara w prawie innych państw ówczesnego świata. Czasami kara była tak surowa, że z ciała skazanego leciała krew lub dochodziło do jego śmierci.
Podobnie stosowano sądowe kary cielesne w średniowieczu. Za przestępstwa wymierzano m.in. karę chłosty oraz tzw. karę mutylacyjną, polegającą na okaleczaniu skazanego. W tym czasie Kościół katolicki popierał kary cielesne jako środek dyscypliny w wychowaniu społeczeństwa. Jednakże już w tych czasach zaczęto krytykować kary cielesne. Wypowiadał się o nich krytycznie m.in. angielski arcybiskup Canterbury święty Anzelm z Canterbury. Uważał, że są one nadmiernie używane w wychowaniu dzieci.

### Nowożytność i czasy współczesne

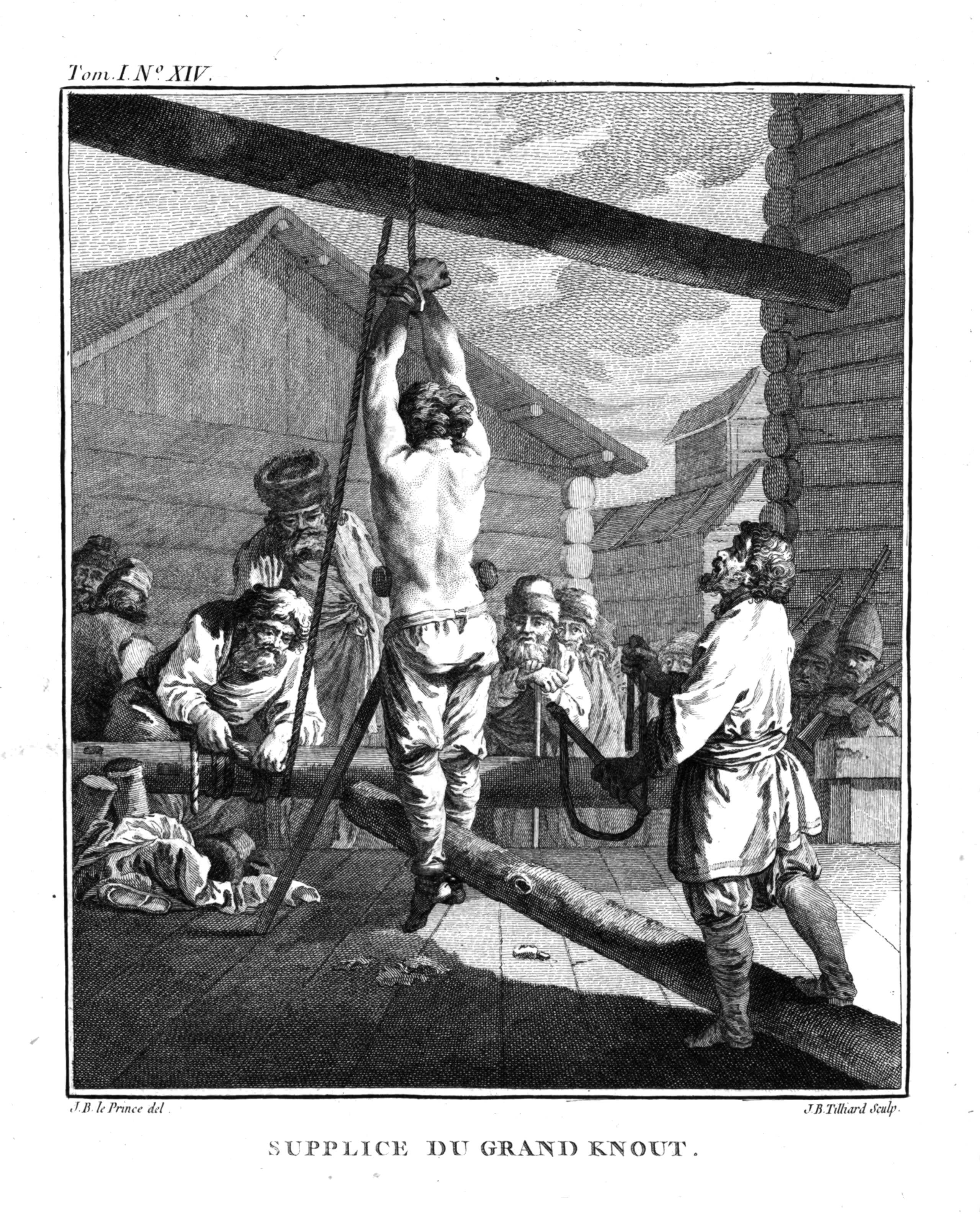
Kara wielkiego knuta w Imperium Rosyjskim

W XVI wieku w Europie zaszły zmiany w stosowaniu sądowych kar cielesnych. Od tej pory wymierzano je publicznie wobec przestępcy. Zaczęto też krytykować stosowanie kar cielesnych w szkole. Filozof Roger Ascham stwierdził, że uczniowie są karani zbyt surowo.
W XVIII wieku w Polsce próbowano zakazać stosowania kar cielesnych w szkole. Planów tych nie zrealizowano z uwagi na rozbiory Polski. Również niektórzy filozofowie w tym wieku m.in. Jeremy Bentham krytykowali koncepcję takich kar. Proponowali odpowiednie reformy prawa. Z upływem czasu zniesiono sądowe kary cielesne w wielu krajach (w tym niemal wszystkich państwach europejskich). W wyniku zmian w prawie państw zaborczych, w XIX wieku kary cielesne na ziemiach polskich zostały zniesione. W Królestwie Polskim zniesiono je w 1864 r., zaś na terenie Galicji – w latach 60. XIX wieku, a w zaborze pruskim – w 1872 r. nowym niemieckim kodeksem karnym. W Wielkiej Brytanii zostały one zniesione w 1948 roku, w Kanadzie – w 1972 roku, a w Nowej Zelandii – w 1941 roku. W Stanach Zjednoczonych na przełomie 1905/1906 została przywrócona kara cielesna (dla małoletnich kara słupka, dla pełnoletnich kara chłosty).
Obecnie kara cielesna jest wymierzana poprzez mocne uderzanie, np. pasem lub kablem w określoną część ciała (zob. „Szkodliwość i stosowanie kar cielesnych”) (tzw. „lanie”). Również za formę tej kary można uznać łagodniejsze „klapsy” popularne w wychowaniu w rodzinie. W czasach obecnych kara fizyczna, tak jak dawniej, również ma charakter kary wychowawczej.

## Współczesne regulacje prawne

Zakaz stosowania kar cielesnych wobec dzieci na świecie.
Kraje, które wprowadziły całkowity zakaz stosowania kar cielesnych wobec dzieci

Sądowa kara cielesna na świecie.
Kraje, w których występuje sądowa kara cielesna

Kraje, które wprowadziły całkowity zakaz stosowania kar cielesnych wobec dzieci
     Kraje, w których występuje sądowa kara cielesna

### Kary cielesne w poszczególnych krajach

#### Polska
W Polsce stosowanie kar cielesnych jest całkowicie zabronione – stan ten od 2010 roku nie ulega wątpliwości, wcześniej wyrażano rozbieżne poglądy co do dopuszczalności ich stosowania względem dzieci.

#### Konstytucja RP
Kary cielesne są przez Konstytucję całkowicie zakazane, ponieważ naruszają one niezbywalną godność człowieka.

Art. 40. Nikt nie może być poddany torturom ani okrutnemu, nieludzkiemu lub poniżającemu traktowaniu i karaniu. Zakazuje się stosowania kar cielesnych.

Według części doktryny powyższy zakaz dotyczy wyłącznie kar cielesnych sądowych, nie obejmuje natomiast kar stosowanych wobec dzieci przez ich rodziców lub opiekunów.
Każdy może domagać się od władzy publicznej ochrony dziecka przed wyzyskiem, stosowaniem przemocy oraz demoralizacją. Dziecko również ma prawo do ochrony przed przemocą ze strony władz państwa.

#### Kary cielesne w domu
Możliwość traktowania przemocy wobec własnego dziecka jako kontratypu względem odpowiednich zapisów Kodeksu karnego miałaby wynikać z uprawnienia do jego wychowywania, gwarantowanego przez Kodeks rodzinny i opiekuńczy w art. 95 § 1. Było to przez część interpretujących podawane w wątpliwość po wejściu w życie Konstytucji z 1997 roku oraz Ustawy o przeciwdziałaniu przemocy w rodzinie z 2005, jako sprzeczne z zawartymi w nich normami.
Od 2007 roku Rada Ministrów i Sejm RP pracowały nad zmianą przepisów dotyczących zwalczania przemocy domowej. W czerwcu 2010 roku została uchwalona nowelizacja ustawy o przeciwdziałaniu przemocy w rodzinie. Zakazuje ona stosowania kar cielesnych (również „klapsów”) w wychowaniu rodzinnym przez rodziców i innych opiekunów prawnych, dodając do Kodeksu rodzinnego i opiekuńczego przepis w następującym brzmieniu: Osobom wykonującym władzę rodzicielską oraz sprawującym opiekę lub pieczę nad małoletnim zakazuje się stosowania kar cielesnych. Ustawa weszła w życie 1 sierpnia 2010 roku. Nie przewiduje ona sankcji karnych za stosowanie kar cielesnych niepowodujących uszkodzenia ciała dziecka. Stosowanie kar cielesnych wobec małoletniego dziecka może jednakże skutkować wszczęciem postępowania sądowego przez sąd opiekuńczy zmierzającego do ograniczenia lub pozbawienia władzy rodzicielskiej rodziców, którzy stosują kary cielesne.

#### Kary cielesne w szkole
Już w XVIII wieku pamiętnikarz Jędrzej Kitowicz, wspominając wymierzanie kary cielesnej uczniom szkółek parafialnych, pisał o takich instrumentach kary jak „(...) rózga brzozowa albo dyscyplina pospolicie rzemienna; u surowszych zaś nauczycieli z sznurków nicianych tęgo spleciona, siedem lub dziewięć odnóg mająca (...), a także, (...) placenta, to jest skóra okrągła, gruba w kilkoro złożona, na dłoń ręki szeroka, na trzonku drewnianym obdłużnym osadzona, którą za omyłki w czytaniu, lub na pamięć tego, czego się nauczyć naznaczono, odmawianiu, bito w rękę (...)”.
Międzynarodową uwagę przyciągnął strajk dzieci we Wrześni, który rozpoczął się 20 maja 1901 r. Niemiecki nauczyciel wymierzył karę cielesną dzieciom za odmowę odpowiadania w języku niemieckim na lekcji religii.
W Polsce zakazano stosowania kar cielesnych w szkole w 2001 roku.

#### Sądowe kary cielesne
Ustawa o wspieraniu i resocjalizacji nieletnich (do 2022 r. Ustawa o postępowaniu w sprawach nieletnich po nowelizacji z 2000 roku) i nowy kodeks karny z 1997 roku (zobacz sekcję poniżej) nie przewidują możliwości stosowania sądowych kar cielesnych w Polsce (nie stosuje się ich też wobec nieletnich).

#### Odpowiedzialność według Kodeksu karnego
Odpowiedzialność karną określają przepisy art. 157 § 1, 2 i 4 Kodeksu karnego:

Art. 157. § 1. Kto powoduje naruszenie czynności narządu ciała lub rozstrój zdrowia, inny niż określony w art. 156 § 1, podlega karze pozbawienia wolności od 3 miesięcy do lat 5.

§  2. Kto powoduje naruszenie czynności narządu ciała lub rozstrój zdrowia trwający nie dłużej niż 7 dni, podlega grzywnie, karze ograniczenia wolności albo pozbawienia wolności do lat 2.

§  4. Ściganie przestępstwa określonego w § 2 lub 3, jeżeli naruszenie czynności narządu ciała lub rozstrój zdrowia nie trwał dłużej niż 7 dni, odbywa się z oskarżenia prywatnego, chyba że pokrzywdzonym jest osoba najbliższa zamieszkująca wspólnie ze sprawcą.

#### Szwecja
W Szwecji zakaz stosowania kar cielesnych został wprowadzony w 1979 roku. Wprowadzenie go było poprzedzone konsultacjami społecznymi i miało kilka celów: wyparcie ze społecznej świadomości opinii, jakoby kara cielesna była skuteczną metodą wychowawczą, ograniczenie liczby dzieci doznających uszczerbku na zdrowiu w wyniku przemocy domowej, usprawnienie działania organów pomocy społecznej.
Pierwsze głosy na rzecz poprawy sytuacji najmłodszych członków społeczności pojawiły się jako reakcja na okrucieństwo szalejącej w latach 1914–1918 I wojny światowej. Pierwszym widocznym skutkiem prawnym było wprowadzenie w 1928 roku zakazu stosowania kar fizycznych w szkołach średnich. Zakaz ów pociągnął za sobą pierwsze widoczne zmiany w mentalności Szwedów. W 1957 roku przyznano dzieciom prawo do ochrony nietykalności osobistej przez wykreślenie z kodeksu karnego zapisu dopuszczającego stosowanie kar cielesnych przez rodziców lub opiekunów prawnych. Dziewięć lat później z kodeksu rodzinnego został usunięty również paragraf, który pozwalał stosować łagodne kary cielesne w uzasadnionych przypadkach. Powszechne wówczas było przeświadczenie o tym, że wymienione wyżej zmiany wpłyną znacząco na społeczną akceptację stosowania przemocy fizycznej w stosunku do dzieci. W połowie lat 70. została powołana Komisja Praw Dziecka, której zadaniem było opracowanie szeregu gruntownych zmian w artykułach kodeksu rodzinnego dotyczących dzieci. W wyniku pracy Komisji Praw Dziecka, która ujawniła, że przepisy zakazujące stosowania kar cielesnych są źle sformułowane i niewystarczająco klarowne, wniesiono o umieszczenie w kodeksie rodzinnym paragrafu, który jednoznacznie zakazywałby stosowania tego rodzaju kar. Riksdag wprowadził stosowny przepis 1 lipca 1979 roku w wyniku znacznego poparcia dla projektu w głosowaniu. Dany fragment stwierdzał, że: Dzieci mają prawo do troski, bezpieczeństwa i dobrego wychowania. Dzieci powinny być traktowane z poszanowaniem dla ich osoby i indywidualności i nie mogą być poddawane karze cielesnej ani jakiemukolwiek poniżającemu traktowaniu.

#### Niemcy
W Niemczech oficjalnie zakazano stosowania kar cielesnych w roku 2000, a pośrednim powodem było wprowadzenie takich przepisów prawnych w innych krajach. Z kolei wśród powodów bezpośrednich wymienia się rozpowszechnienie w Niemczech przekonania, że znęcanie się nad dziećmi w domu rodzinnym jest ściśle powiązane z narastającą przemocą wśród młodzieży w wieku gimnazjalnym. Bundestag był przekonany, że państwo chcące skutecznie zapobiegać przestępczości winno wkroczyć na do tej pory niefunkcjonujący w systemie prawnym obszar, jakim było życie rodzinne. Dodatkowo uznano, że karanie fizyczne dzieci, poza konsekwencjami dla społeczeństwa, może łatwo przeobrazić się w ich fizyczne bądź psychiczne krzywdzenie. Przepis został sformułowany następująco: „Dzieci mają prawo do wychowania wolnego od przemocy. Stosowanie kar cielesnych, dręczenia psychicznego i innych poniżających dziecko praktyk jest zabronione” (§ 1631 II BGB (niemieckiego kodeksu cywilnego)).

#### Wielka Brytania
W Wielkiej Brytanii już w 1889 roku uchwalono pierwszy z wielu aktów prawnych dotyczących tej sfery życia – Children`s Charter, którego celem było zapobieganie zjawisku przemocy względem dzieci. Brytyjskie organy państwowe po raz pierwszy w historii tego państwa uzyskały upoważnienie do interwencji i ingerowania w relacje dzieci i rodziców. Karta Dzieci zezwalała między innymi na to, żeby osoba podejrzana o stosowanie przemocy fizycznej wobec dziecka została tymczasowo aresztowana do czasu wyjaśnienia sprawy. Pięć lat później, w roku 1894, część zapisów została poprawiona a sam zakres działania aktu prawnego został znacznie poszerzony. Wniesione poprawki pozwalały między innymi na to, żeby osoba małoletnia mogła uczestniczyć w procesie sądowym w charakterze świadka. Dodatkowo, pojęcie przemocy fizycznej zostało dosyć szczegółowo zdefiniowane. Pojawiły się również sankcje prawne za odmówienie udzielenia pierwszej pomocy choremu dziecku. W roku 1908 parlament brytyjski uchwalił kolejny akt prawny, tzw. The Children Act, który zakładał między innymi utworzenie specjalnych sądów dla nieletnich oraz wprowadzenie rejestru rodzin zastępczych. Uprawnienia powstałych sądów dla nieletnich uległy poszerzeniu w 1932 roku, wraz z uchwaleniem ustawy o dzieciach i młodzieży – The Children and Young Persons Act. W kolejnym roku podjęto próbę uporządkowania obowiązujących wówczas aktów prawnych poprzez przyjęcie nowej ustawy, w której zawarte zostały dotychczasowe ustalenia. Ustawa owa utrzymywała się w mocy do 1948 roku, kiedy to przyjęto zupełnie nową ustawę dotyczącą praw dzieci.
Obecnie ustawą, która w Wielkiej Brytanii chroni dzieci przed przemocą, jest The Children Act z 1989 roku. Jego zapisy zapewniają każdemu dziecku prawo do ochrony przed przemocą psychiczną i fizyczną oraz szeroko rozumianym wykorzystywaniem. The Children Act został zatwierdzony w Anglii i Walii w roku 1991, po wprowadzeniu drobnych poprawek, od 1996 roku również w Irlandii Północnej. W 2019 r. zakazano całkowicie stosowania kar cielesnych wobec dzieci w Szkocji, natomiast w Walii miało to miejsce w 2020 r.

#### Inne kraje
Kary cielesne w wychowaniu, oświacie i prawie są zakazane w sumie w 67 krajach świata.
Zakazane są zarówno w szkole, jak i w domu m.in. w Szwecji, Polsce, Norwegii, Grecji, Niemczech, na Ukrainie i w San Marino, jak również we Francji. Zakazano stosowania ich tylko w szkole m.in. w Czechach, Rosji, Włoszech, w Belgii, Wielkiej Brytanii, Turcji i niektórych krajów byłej Jugosławii. W Stanach Zjednoczonych w niektórych stanach wprowadzono zakaz stosowania tych kar wobec uczniów, natomiast w żadnym stanie nie jest zabronione ich stosowanie w domu. Sądowa kara cielesna występuje m.in. w Arabii Saudyjskiej, Sudanie i Indonezji. Prawo karne tych państw opiera się na szariacie, który przewiduje stosowanie takich kar.

### Prawo międzynarodowe

#### Konwencja o prawach dziecka
Międzynarodowa Konwencja o prawach dziecka z 1989 roku bezwzględnie zabrania stosowania kar cielesnych wobec dzieci, również tych niepowodujących urazu ciała dziecka, przyznając dzieciom nietykalność cielesną i zobowiązując jej sygnatariuszy do zapewnienia dzieciom ochrony przed przemocą.

#### Międzynarodowy Pakt Praw Obywatelskich i Politycznych
Międzynarodowy Pakt Praw Obywatelskich i Politycznych zabrania stosowania poniżających kar (w tym kar cielesnych).

## Szkodliwość i stosowanie kar cielesnych
Naukowcy badający wpływ kar cielesnych na rozwój dzieci wskazują, że rosnąca liczba badań na ten temat sugeruje, że mogą mieć one niezamierzone negatywne konsekwencje, takie jak:
- wzrost zachowań agresywnych u dzieci
- większe prawdopodobieństwo popełnienia przestępstw w przyszłości
- gorsze funkcjonowanie poznawcze dzieci
- ryzyko występowania zaburzeń psychicznych w przyszłości (np. depresji)
- ryzyko uzależnień od narkotyków czy alkoholu w przyszłości.

W podsumowaniu meta-analizy badań na temat wpływu kar cielesnych w formie klapsów na dzieci opublikowanej w 2016 roku naukowcy stwierdzili, że nie ma dowodów na to, że karanie dzieci za pomocą klapsów jest powiązane z poprawą ich zachowania lub daje jakiekolwiek inne pozytywne skutki.
Stosowanie kar fizycznych nie musi powodować uszkodzeń ciała. W krajach, w których wolno stosować kary fizyczne, dopuszczalne jest stosowanie kar cielesnych niepowodujących urazów. Według badań jednak dzieci, które są karane cieleśnie, częściej spotykają się z nieuzasadnioną przemocą ze strony rodziców, są częściej bite, kopane i uderzane, częściej także doświadczają urazów, które wymagają opieki medycznej.
Kara cielesna jest obecnie wymierzana poprzez:
- uderzanie w pośladki – najpopularniejszy sposób wykonania tej kary w Europie i krajach anglojęzycznych[62]
- uderzanie w głowę – sposób niebezpieczny, gdyż może spowodować, między innymi, wstrząśnienie mózgu lub pęknięcie tętniaka
- uderzanie w dłoń – ten sposób wykonania kary także jest niebezpieczny, gdyż ręce dzieci są wrażliwe i delikatne[63]
- ciągnięcie uszu – czasami również może skutkować urazem
- uderzanie w nogę – metoda stosowana w szkołach Korei Południowej, powoduje powstanie blizn i siniaków.

W kulturze zachodniej częściej karani są w ten sposób chłopcy.

## Kary cielesne w debacie publicznej
Stosowanie kar cielesnych wobec jest tematem debaty publicznej. Poniżej przedstawiono argumenty zwolenników i przeciwników tych sposobów karania, dyscyplinowania w tej dyskusji:
- Według zwolenników stosowania kar cielesnych są one tańsze niż utrzymywanie więźniów, trwają krótko –  nie narażają dzieci i partnerów karanych na popsucie się ich relacji przez długą rozłąkę, pozwalają precyzyjniej dostosować stopień kary –  kara więzienia różnie wpływa na różne osoby, dla niektórych skazanych kara więzienia może być również bardzo poniżająca[65].
- Natomiast przeciwnicy kar cielesnych argumentują, że naruszają one godność człowieka. Taki pogląd wyrażał m.in. Rzecznik Praw Obywatelskich Janusz Kochanowski[66].
- W Stanach Zjednoczonych przeciwko karom cielesnym występowało Amerykańskie Towarzystwo Psychologiczne. Psycholodzy uważali je za zbyt surowy środek wychowawczy obniżający poczucie własnej wartości. Stwierdzili, że taki rodzaj kar prowadzi do przemocy wobec dzieci[67].
- Również Komitet ONZ ds. Praw Dziecka sprzeciwia się stosowaniu kar cielesnych wobec dzieci. Przypomina on, że są one sprzeczne z Konwencją o prawach dziecka[53]. Zobacz też sekcję poświęconą legalności tych kar w świetle Konwencji o prawach dziecka.

## Międzynarodowy Dzień bez Kar Cielesnych
30 kwietnia obchodzony jest w USA i wielu państwach europejskich Międzynarodowy Dzień bez Kar Cielesnych.